# Rashid Chidi Gumbo
Rashid Chidi Gumbo (sinh ngày 14 tháng 10 năm 1988 ở Dar es Salaam) là một tiền vệ bóng đá người Tanzania thi đấu cho Young Africans S.C..

## Sự nghiệp
Gumbo bắt đầu sự nghiệp cùng với Mtibwa Sugar F.C. và ký hợp đồng cho African Lyon năm 2009. Ở mùa giải Giải bóng đá ngoại hạng Tanzania 2009-10, Gumbo ghi 2 bàn thắng trong 8 trận và chỉ nhận 1 thẻ vàng.

## Sự nghiệp quốc tế
Anh thi đấu trận quốc tế đầu tiên cho Đội tuyển bóng đá quốc gia Tanzania trước Đội tuyển bóng đá quốc gia Rwanda vào tháng 8 năm 2009, diễn ra tại Sân vận động Amahoro ở Kigali, Rwanda. Gumbo ghi bàn thắng quyết định và trận đấu kết thúc với tỉ số 1–2 nghiêng về Tanzania.